# Fernanda Ferreira
Fernanda Cristina Ferreira est une ancienne joueuse de volley-ball brésilienne née le 10 janvier 1980 à Rio de Janeiro. Elle mesure 1,72 m et jouait au poste de passeuse. Elle a totalisé 45 sélections en équipe du Brésil. 

## Biographie
Avec l'équipe du Brésil de volley-ball féminin, elle est médaillée d'or olympique en 2012 à Londres.

## Clubs
| Club                        | De        | À         |
| --------------------------- | --------- | --------- |
| Rio de Janeiro Volêi Clube  | 2002-2003 | 2002-2003 |
| E C Pinheiros               | 2003-2004 | 2004-2005 |
| AD Brusque                  | 2005-2006 | 2005-2006 |
| Grêmio de Vôlei Osasco      | 2006-2007 | 2006-2007 |
| Santeramo Sport             | 2007-2008 | 2007-2008 |
| Futura Volley Busto Arsizio | 2008-2009 | 2009-2010 |
| Universal Modena            | 2010-2011 | 2011-2012 |
| İqtisadçı VK                | 2012-2012 | 2012-2012 |
| Campinas Voleibol Clube     | 2012-2013 | 2012-2013 |
| GR Barueri                  | 2013-2014 | 2013-2014 |
| Minerva Volley Pavia        | 2014-2015 | 2014-2015 |
| Volley-Ball Nantes          | juin 2015 | sept 2015 |

## Palmarès

### Équipe nationale
- Jeux Olympiques
  -  2012 à Londres.
- Grand Prix mondial
  - Finaliste : 2012.
- Championnat du monde des moins de 20 ans
  - Finaliste : 1999.
- Championnat d'Amérique du Sud  des moins de 20 ans
  - Vainqueur : 1998.
- Championnat du monde des moins de 18 ans
  - Vainqueur : 1997.
- Championnat d'Amérique du Sud  des moins de 18 ans
  - Finaliste : 1996.

### Clubs
- Coupe de la CEV
  - Vainqueur : 2010.